# Encyclops hubeiensis
Encyclops hubeiensis là một loài bọ cánh cứng trong họ Cerambycidae.